# Jean de Bourbon (1822-1887)
Pour les articles homonymes, voir Jean de Bourbon et Jean III.
Titres
Prétendant au trône d’Espagne
13 janvier 1861 – 3 octobre 1868
(7 ans, 8 mois et 20 jours)
Prétendant légitimiste aux trônes de France et de Navarre
24 août 1883 – 18 novembre 1887
(4 ans, 2 mois et 25 jours)
Jean de Bourbon, comte de Montizón, né au palais royal d'Aranjuez (Espagne) le 15 mai 1822 et mort à Hove (près de Brighton), Sussex (Grande-Bretagne) le 18 novembre 1887, est un membre de la branche espagnole de la maison de Bourbon. Il est, de 1861 à 1868, le prétendant carliste à la Couronne d’Espagne sous le nom de « Jean III », puis de 1883 à 1887 le prétendant légitimiste au trône de France. La mort du comte de Chambord le 24 août 1883, fait de Jean de Bourbon l’aîné des Capétiens et le chef de la maison de France pour les légitimistes.

## Biographie

### Jeunesse

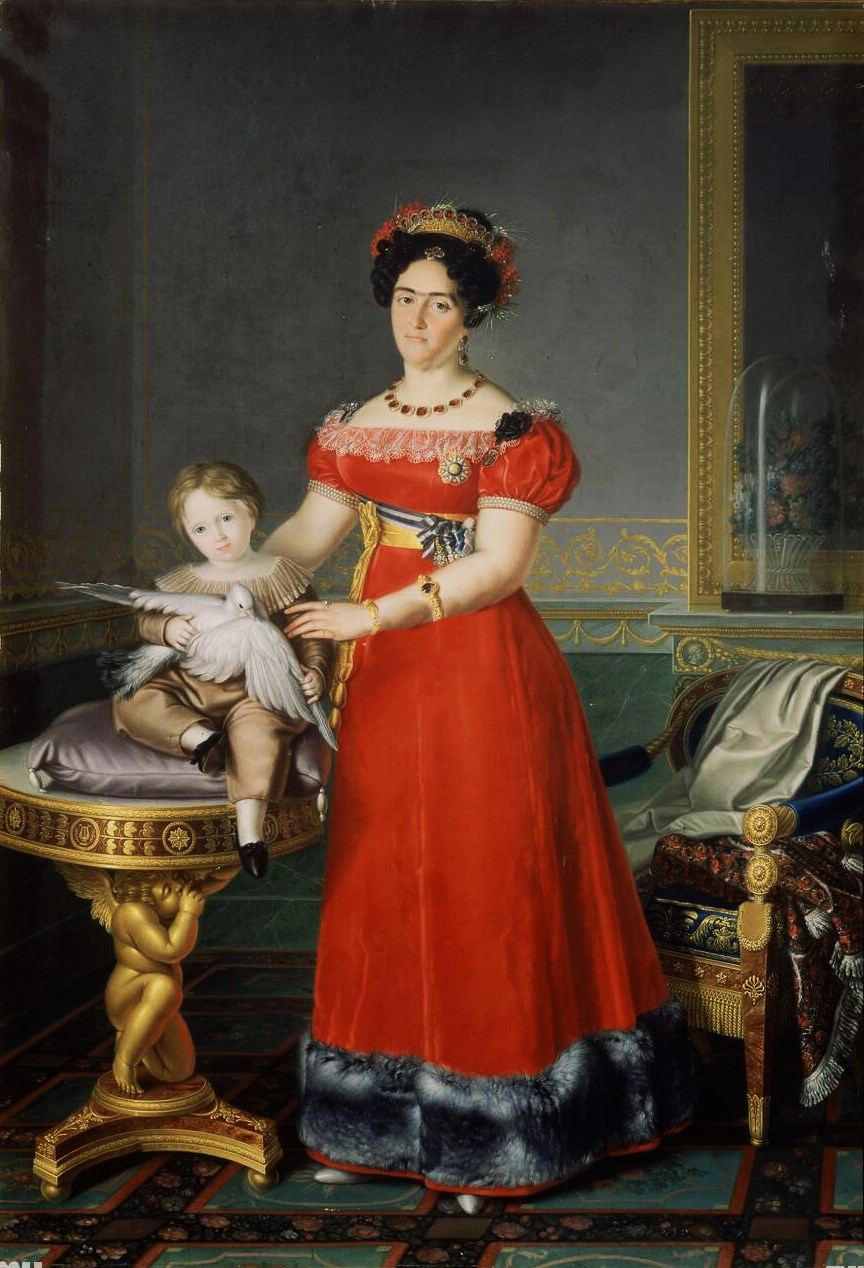
Jean de Bourbon avec sa mère l’infante Marie-Françoise de Bragance (1824)

Il était le deuxième fils de Charles de Bourbon (1788-1855), infant d'Espagne puis comte de Molina, et de sa première épouse l'infante Marie-Françoise de Portugal (1800-1834), fille du roi Jean VI de Portugal. À sa naissance, Jean de Bourbon fut titré infant d'Espagne par son oncle le roi Ferdinand VII. En 1833, après la mort du roi, son père réclame le trône sous le nom de Charles V et déclenche la première guerre carliste, qui s'achève en 1839 avec la défaite des partisans carlistes et l'exil du roi Charles et de ses enfants.
Devenu adulte, et en exil, Jean  prit le titre de courtoisie de comte de Montizón.
Entre 1845 et 1847, il sert comme colonel au 2e régiment d'infanterie du royaume de Sardaigne avec l'appui du roi Charles-Albert.

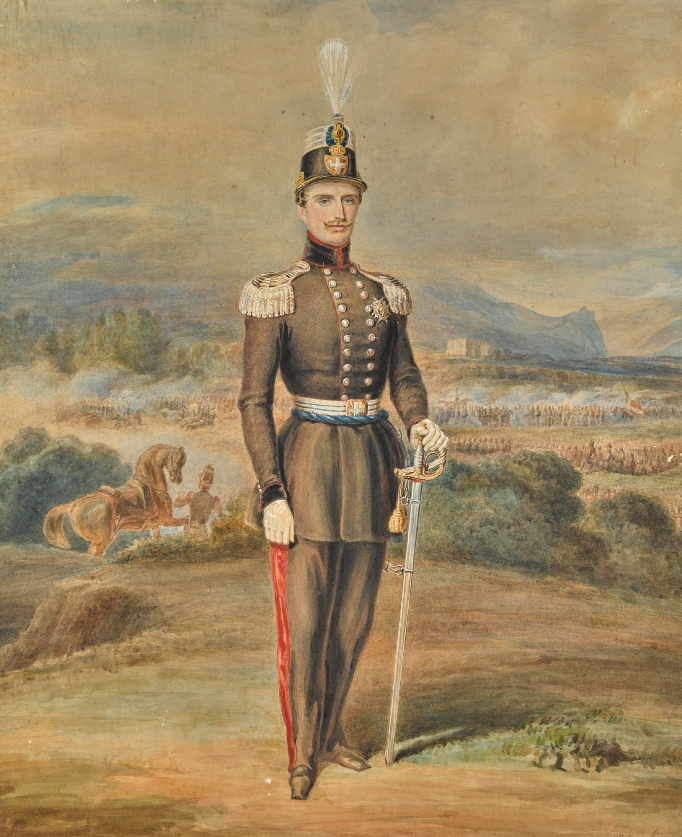
Jean de Bourbon en tenue de colonel sarde

Le 6 février 1847 à Modène, Jean de Bourbon épousa la princesse Marie-Béatrice de Habsbourg-Lorraine-Este (1824-1906), fille de François IV (1779-1846), duc souverain de Modène, de la maison de Lorraine, et de son épouse la princesse Marie Béatrice de Sardaigne (1792-1840), de la maison de Savoie. De ce mariage Jean de Bourbon eut deux fils, Charles (1848-1909) et Alphonse (1849-1936). Il aura également deux enfants adultérins, nés d'une liaison avec une Britannique (Ellen Sarah Carter) : Helena Monfort (1859-1947) et John Monfort (1861-1929), lequel a eu huit enfants et quinze petits-enfants, qui laissent une nombreuse descendance de nos jours.

### Vie politique

#### Prétendant carliste au trône d'Espagne
Depuis l'échec de la deuxième guerre carliste en 1849, Jean de Bourbon ne croyait guère aux chances de la cause. De plus, ses idées et ses centres d'intérêt l'éloignaient de ses partisans carlistes. Dépourvu d'ambition personnelle, il se passionnait davantage pour les sciences que pour la politique : il avait suivi à Londres les cours de l'école polytechnique et mené des expériences en daguerréotypie puis en photographie ; il réalisa vers 1855 la première photographie d'un hippopotame en Grande-Bretagne, qui fut publiée dans le Times (mais sous son propre nom - ce qui l'obligea à déménager car il était sous protection judiciaire : il avait en effet été exfiltré en Grande-Bretagne sur ordre de la reine Victoria sur un navire de la Royal Navy). Ses photos (sur collodion) des animaux du zoo de Londres furent présentées à l'Exposition universelle de 1855 à Paris. 

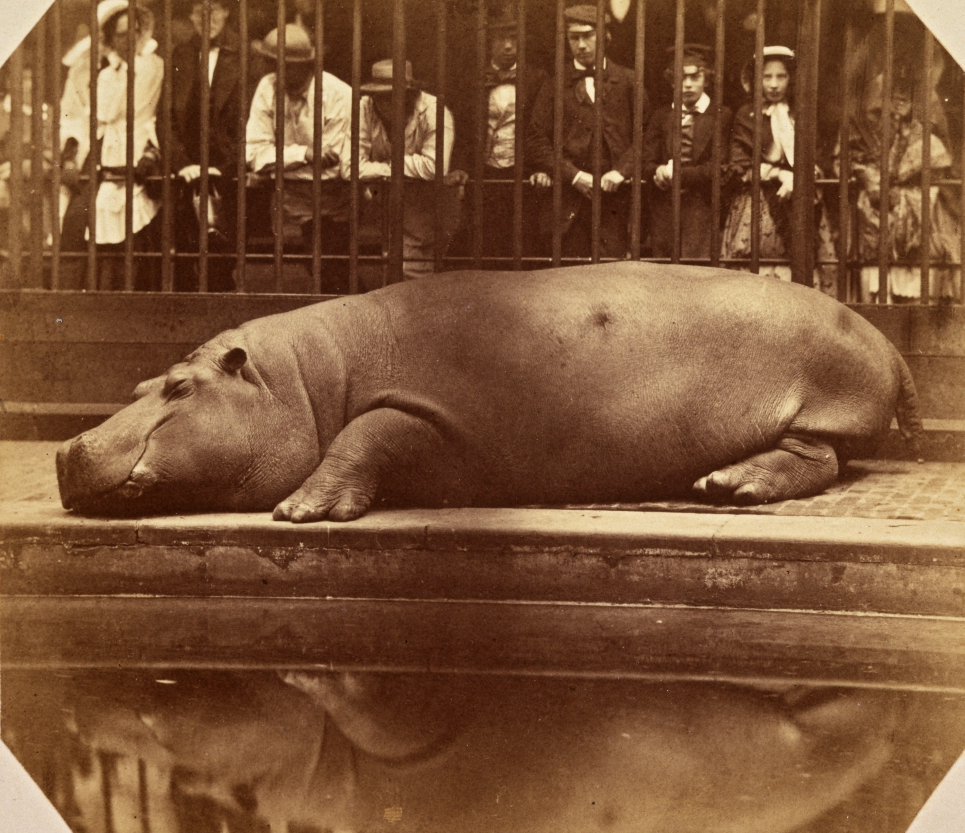
Hippopotame au zoo de Regents park à Londres, tirage sur papier albuminé,vers 1855.

Doté d'un esprit inventif, le comte de Montizón avait mis au point un modèle de bateau en caoutchouc pour la marine préfigurant les zodiacs. Ses réflexions personnelles le conduisaient à adopter des vues libérales et il était favorable à la souveraineté nationale, au suffrage universel, à l'indépendance de la justice, à la liberté d'expression et de culte, à l'égalité devant la loi et comprenait l'aspiration à l'unité italienne. Abhorrant les intrigues, il détestait aussi l'idée de faire couler le sang espagnol.
Ses idées étaient en opposition à celles de son épouse. Il refusa que l'éducation de ses enfants fût confiée aux jésuites et ceci entraîna la séparation des époux. Jean s'installa à Brighton et son épouse et ses deux fils partagèrent leur vie entre Modène et Venise. Le comte de Chambord envoya une garde hongroise pour veiller sur sa belle-sœur et ses neveux.
Au décès de son frère aîné le comte de Montemolín, dit Charles VI, à Trieste le 13 janvier 1861, le prince Jean devint pour les carlistes, le nouvel héritier légitime du trône des Espagnes et des Indes sous le nom de « Jean III ».
Ayant refusé le trône de l'empire du Mexique que lui proposa Napoléon III, Jean fit sa soumission à Isabelle II en juillet 1862 et ne voulut plus porter que le titre de courtoisie de comte de Montizón, du nom d'une ancienne seigneurie andalouse fondée par Charles III en 1767.
Déçus par l'inaction de Jean de Bourbon, les carlistes se tournèrent vers son fils aîné, qu'ils proclamèrent héritier des Espagnes et des Indes à Londres le 20 juillet 1868. Ce dernier parvient à déclencher la troisième guerre carliste et à se faire proclamer roi sous le nom de Charles VII.
En conséquence de quoi, à la demande de son fils aîné, Jean de Bourbon abdiqua ses droits au trône d'Espagne, à Paris le 3 octobre 1868.

#### Prétendant légitimiste au trône de France
Puis au décès de son cousin le comte de Chambord (dit Henri V) à Frohsdorf (Autriche) le 24 août 1883, Jean de Bourbon devint l'aîné des descendants d'Hugues Capet, de saint Louis, d'Henri IV et de Louis XIV. Une partie des légitimistes français le reconnurent alors comme roi de France et de Navarre sous le nom de Jean III.

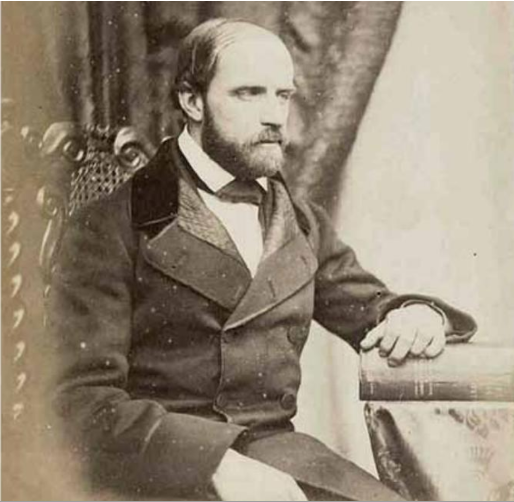
Pour les Légitimistes, Jean de Bourbon est Jean III de France

Le 3 septembre 1883 à Gorizia, le nouvel aîné des Bourbons, ceint du cordon bleu,, de l'ordre du Saint-Esprit d'Henri V, que lui avait remis la comtesse de Chambord, présida les obsèques du défunt prétendant : il fut le premier Capétien venant juste après le représentant (neveu (de)) de l'empereur d'Autriche, tant pour suivre le convoi funèbre depuis la gare jusqu'à la cathédrale de Gorizia, que pendant la cérémonie des obsèques dans la cathédrale. À la suite de Jean de Bourbon, se tenaient ses deux fils — l'aîné, le duc de Madrid, étant le prétendant carliste au trône d'Espagne, et le nouveau dauphin des légitimistes français — et son petit-fils, puis le duc déchu de Parme (qui passera ensuite devant le petit-fils et le fils cadet de Jean III, donc à la quatrième place), le grand-duc déchu de Toscane, le prétendant migueliste au trône de Portugal (Michel de Bragance), et le prince royal Louis-Ferdinand de Bavière. Le roi déchu des Deux-Siciles et le comte de Paris (prétendant orléaniste au trône de France) avaient refusé d'assister aux obsèques (bien qu'ils fussent présents l'avant-veille, à l'office funèbre qui eut lieu à Frohsdorf), ce dernier n'ayant pu jouir de la première place qu'il convoitait. Le comte de Chambord sera ensuite inhumé en dehors de la ville, au couvent de Kostanjevica (auprès de Charles X, du dauphin, de la dauphine, et de la duchesse de Parme), situé depuis 1947 à deux cents mètres derrière la frontière italo-slovène.

Jean de Bourbon déclara : 

« Devenu le chef de la Maison de Bourbon par la mort de mon beau-frère et cousin M. le comte de Chambord, je déclare ne renoncer à aucun des droits au trône de France que je tiens de ma naissance. »

Le texte avait été rédigé par Maurice d'Andigné (ancien secrétaire du comte de Chambord) au début de l'année 1886, à la demande du prétendant Jean III, qui souhaitait protester solennellement contre l'usurpation de la succession dynastique d'Henri d'Artois par les Orléans. Mais bien que satisfait du texte écrit par d'Andigné, le comte de Montizón en ajourna la publication pour des raisons extérieures. Finalement, ce n'est qu'en janvier 1888, un mois après la mort du prétendant, que d'Andigné publia la déclaration de Jean de Bourbon dans Journal de Paris.

### Mort
Jean de Bourbon mourut dans sa maison sise au n° 25, Seafield Road, à Hove, près de Brighton, dans le Sussex (Angleterre), où il vivait incognito sous le nom de Mr Charles Monfort. Son acte de décès britannique le mentionne comme don Juan de Bourbon, male, 65 years, of Royal Rank.
Ses obsèques furent célébrées le 24 novembre 1887 dans l'église du Sacré-Cœur de Hove (en). L'office fut chanté par le révérend père Hayes, ancien précepteur du petit-fils de Jean de Bourbon, Jacques de Bourbon, futur duc d'Anjou et de Madrid. Ses fils légitimes assistèrent aux obsèques. Son corps fut conservé dans un catafalque pendant plusieurs mois, avant d'être transporté à Londres. Là, le sien et celui de sa mère qui reposait à Gosport, mais qui fut exhumée sur ordre de la reine Victoria, furent placés avec les honneurs militaires sur un navire d'une compagnie maritime britannique afin de rejoindre l'Italie pour être enterrés à Trieste.
Le 27 novembre, le Journal de Paris, à l'époque hebdomadaire légitimiste, parut bordé de noir avec comme grand titre « MORT DU ROI JEAN III ». Le même jour, l'hebdomadaire Avranchin rappela que  « le roi Jean [...] était, par la loi salique, le successeur d'Henri V au trône de France ».
Le 29 novembre les légitimistes français firent célébrer une messe de requiem à Paris en l'église Notre-Dame des Victoires.
Jean de Bourbon est inhumé à Trieste, dans la cathédrale Saint-Just, en tant que « Jean III, roi d'Espagne » (Ioannes III Hispan Rex).

Le légitimiste français Maurice d'Andigné déclara : 

« Le roi Jean III nous avait donné l'assurance que s'il s'asseyait un jour sur le trône de France, son programme et son drapeau seraient ceux de monsieur le comte de Chambord. »

## Ascendance
Jean de Bourbon est issu de multiples mariages consanguins.

## Le photographe
Les œuvres photographiques de Jean de Bourbon sont notamment présentes dans la collection de la Royal Photographic Society.

## Titulature

### En Espagne (revendiqué)
- 15 mai 1822 - 29 septembre 1833 : Son Altesse Royale Juan de Borbón, infant d'Espagne ;
- 29 septembre 1833 - 3 octobre 1868 : Son Altesse Royale Juan de Borbón, infant d'Espagne, comte de Montizon ;
  - Sa Majesté le roi des Espagnes ;
- 3 octobre 1868 - 18 novembre 1887 : Juan de Borbón, comte de Montizon.

### En Espagne (officielle)
- 15 mai 1822 - 29 septembre 1833 : Son Altesse Royale Juan de Borbón, infant d'Espagne ;
- 29 septembre 1833 - 3 octobre 1868 : Juan de Borbón
- 3 octobre 1868 - 18 novembre 1887 : Juan de Borbón, comte de Montizon.

### En France (légitimiste)
- 15 mai 1822 - 29 septembre 1833 : Son Altesse Royale Jean de Bourbon, prince du sang ;
- 29 septembre 1833 - 24 août 1883 : Son Altesse Royale Jean de Bourbon, prince du sang, comte de Montizon ;
- 24 août 1883 - 18 novembre 1887 : Son Altesse Royale Jean de Bourbon, duc d’Anjou, comte de Montizon ;
  - Sa Majesté le roi de France et de Navarre.

## Décorations
En qualité de chef de la maison de Bourbon et prétendant légitimiste au trône de France, et comme prétendant carliste au trône d’Espagne, Jean de Bourbon revendiquait la grande maîtrise des ordres dynastiques traditionnels.

### Ordres dynastiques français
Comme prétendant légitimiste au trône de France, il revendiquait la grande maîtrise des ordres suivants :
- 12e grand maître de l'ordre du Saint-Esprit (1883) (disputé)
- 19e grand maître de l'ordre de Saint-Michel (1883) (disputé)
- 9e grand maître de l'ordre royal et militaire de Saint-Louis (1883) (disputé)

### Ordres dynastiques espagnols
Comme prétendant carliste au trône d'Espagne, il revendiquait la grande maîtrise des ordres suivants :
- Grand Maître de l'ordre de la Toison d'or (1861)
- Grand Maître de l'ordre de Charles III d'Espagne (1861)
- Grand Maître de l'ordre royal et militaire de Saint-Herménégilde (1861)
- Grand maître de l'ordre royal et militaire de Saint-Ferdinand (1861)

### Ordres sous la protection du roi d'Espagne
- Grand maître de l'ordre de Santiago (1861).
- Grand maître de l'ordre de Montesa (1861).
- Grand maître de l'ordre d'Alcantara (1861).
- Grand maître de l'ordre de Calatrava (1861).